# Sloanea brenesii
Sloanea brenesii är en tvåhjärtbladig växtart som beskrevs av Paul Carpenter Standley. Sloanea brenesii ingår i släktet Sloanea och familjen Elaeocarpaceae. Inga underarter finns listade i Catalogue of Life.